# 柬埔寨大学
柬埔寨大学（缩写UC）成立于2003年6月23日 由高金华（Kao Kim Hourn） 阁下创立，高金华（Kao Kim Hourn）博士作为柬埔寨王国总理府直管部长，柬埔寨大学创始人，柬埔寨大学董事会主席，出任柬埔寨大学 校长。Haruhisa Handa 博士身为柬埔寨王国政府顾问，艺术和文化国际基金会 创始人兼主席，出任柬埔寨大学名誉校长。柬埔寨大学（UC）由柬埔寨王国政府  和柬埔寨认证委员会[ACC]认证 ，是柬埔寨高等教育协会（CHEA）的成员。

## 概述
柬埔寨大学的校训是：“追寻知识、智慧，打造明天的领导者”。 大学的使命和愿景主要集中在预备各个层次的人担任领导角色，培养他们的批判性思维能力以及分析、解决问题的能力，从而面对社会在发展、提高和完善过程中遇到的各种问题。
柬埔寨大学参照美国的学分制模式 ，通过英语授课. 。2013年，大学在提供相同课程的前提下，增加了柬文授课模式。随后应用柬埔寨语、英语双语授课以并驾齐驱的教学模式成为柬埔寨大学特色教学模式。
柬埔寨大学拥有八个院系：分别是艺术、人文与语言学院、教育学院、法学院、传媒学院、 科技学院、社会科学院、政治与国际关系德佐森学院，以及托尼•费尔南德斯商学院（原为管理学院） ，这些院系可以提供预科班、副学士、学士学位、硕士和博士学位的课程学习和研究。
同时，配合大学院系一起发展，学校还设立了专门的研究机构和学习中心，以协调学科间的研究和培训工作 ，这些研究单位有：研究和进深研究所（IRAS）、研究与创新委员会（CRC） 、东盟研究中心（ASC） 、技能和职业发展中心（SCDC） 、英语学习中心（CES） 和亚洲领导力中心（ALC）。 此外，大学已经建立了许多智库，包括2005年5月以来的亚洲经济论坛（AEF） 和随后发起的亚洲宗教发展对话（AFDD）等。
柬埔寨大学也因其拥有各种学生俱乐部和大学社团而备受青睐。其中包括：柬埔寨大学学生委员会(UCSS)、柬埔寨大学青年红十字会(UCCRCY)  、柬埔寨大学辩论社(UCDC)  、柬埔寨大学运动俱乐部(UCSC)  、柬埔寨大学校友会(UCAA)  、柬埔寨大学园艺俱乐部（UCHC） 。不仅如此，学校还有自己的官方季刊——《UC公报》，内容涵盖柬埔寨大学职员、教师、学生、校友和其他重要人士的重大活动或特别贡献。
此外，柬埔寨大学还通过与各个国家和国际机构、组织以及行业领袖签署谅解备忘录建立了正式的合作关系。

### 学院与学术
柬埔寨大学拥有六所学院，两所专院（校），分别是：艺术，人文与语言学院（CoAHL）、教育学院（CoE）、法学院（CoL）、媒体与传播学院（CMC） ）、科学技术学院（CoST）、社会科学学院（CoSS）、政治与国际关系德佐森学院（校）（TSS）和托尼•费尔南德斯商学院（校）（原为管理学院） ， 大学在各种不同的专业可以提供副学士、学士、硕士和博士学位。 根据全球高校排名机构Eduniversal. 发布的消息，本校的三个硕士课程已被列为远东地区的顶级课程。

#### 艺术、人文与语言学院（CoAHL）
柬埔寨大学艺术、人文和语言学院共提供五个课程内容：包括一个副学士学位（AA）课程，三个学士学位（BA）课程，以及一个硕士学位（MA）课程
- 副学士（AA）学位：社会工作（英语和柬埔寨语）[40]
- 学士 (BA) 学位：亚洲研究（英语），英语语言文学（英语）和社会工作（英语和柬埔寨语）[41]
- 硕士（MA）学位：英语作为外语教学[42]

#### 教育学院 (CoE)
柬埔寨大学教育学院共提供六个课程内容：一个副学士学位课程 ，三个学士学位课程 ，一个硕士学位（Med）学位课程 和一个博士学位（PhD）课程。
- 副学士AA学位：教育科学
- 学士BA学位：教育，教育管理和课程设计与教学
- 硕士学位：教育管理[42]
- 博士学位：教育管理[45]

#### 法学院 (CoL)
柬埔寨大学法学院共提供五个课程内容：三个学士学位课程，一个硕士学位（MA）课程和一个博士学位（PhD）课程。
- 学士BA学位（LLB）：法律，公法和私法[47]
- 硕士学位（LLM）：国际法[42]
- 博士学位（LLD）：国际法[45]

#### 科技学院（CoST）
柬埔寨大学科学技术学院共提供七个课程内容：一个副学士学位课程，三个学士学位课程和三个硕士学位课程。
- 副学士AA课程：计算机科学[49]
- 学士学位课程：计算机科学，电子与电信和信息技术
- MS课程：计算机科学，电子与电信和信息技术[42]

#### 社会科学学院 (CoSS)
柬埔寨大学社会科学学院共提供十个课程内容：五个学士学位课程，三个硕士学位课程和两个博士学位课程。
- 学士学位BA课程：发展研究，国际关系，政治学，公共管理和公共政策[51]
- 硕士课程：发展研究，和平研究和政治学[42]
- 博士课程：和平研究与政治学[45]

#### 政治与国际关系德佐森学院 (TSS)

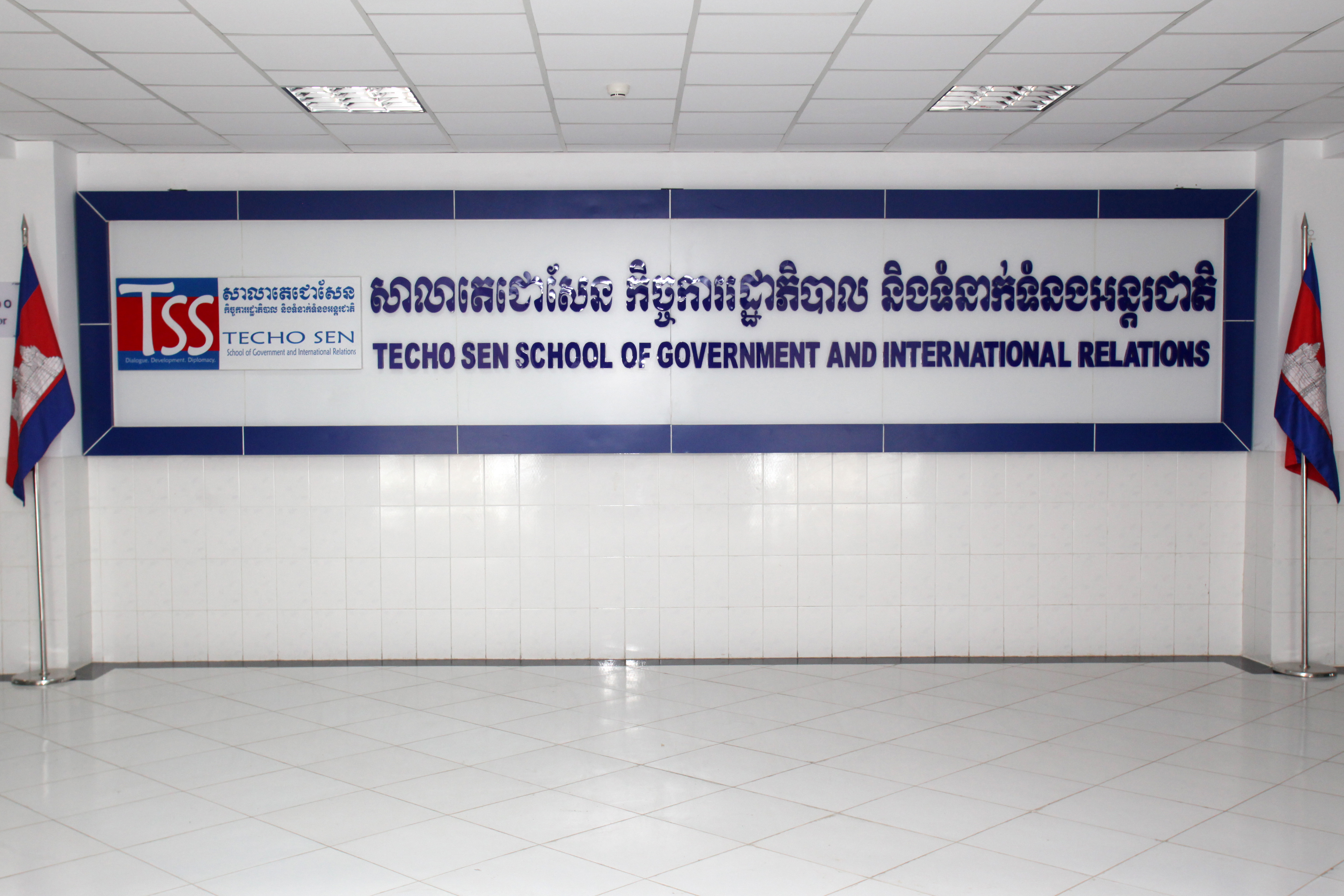
标志TSS在10楼

政治和国际关系德佐森学院（TSS）在柬埔寨大学共提供十二个学位：六个硕士学位和六个博士学位。 值得一提的是，位于学校教学楼的第十层TSS所进行的都属于无党派的研究 
- 硕士课程：东盟研究（MAS），外交和谈判（MDN）、国际关系（MIR）、公共管理（MPA）、公共管理（MPM），与公共政策（MPP）[54]
- 博士课程：东盟研究（DAS），外交和谈判（DDN）、国际关系（DIR）、公共管理（DPA）、公共管理（DPM），与公共政策（DPP）[55]

#### •	东尼•费南德斯商学院（原为管理学院）
2017年5月10日，经亚洲航空集团执行总裁东尼•费南德斯（Tony Fernandes）同意，柬埔寨大学管理学院更名为东尼•费南德斯商学院。费南德斯商学院共提供二十四个课程内容：七个副学士学位课程，八个学士学位课程，八个硕士学位课程和一个博士（PhD）课程

- 副学士学位AA课程：会计，经济学，金融与银行，人力资源管理，营销，管理和组织发展
- 学士学位BA课程：会计，商业管理，经济学，金融与银行，酒店管理与旅游管理，人力资源管理，国际商务与市场营销[57]
- 硕士MA课程：会计，商业管理，经济学，金融与银行，酒店管理与旅游管理，人力资源管理，国际商业与营销[42]
- 博士PhD课程：工商管理[45]

值得一提的是，在以“优质教育”为主题的高校评选活动中，拥有高品质的教学和强大的区域影响力的东尼•费南德斯商学院被全球高校评选机构Edeniversal评选为柬埔寨最顶尖的商学院。

#### 研究生院 (SGS)

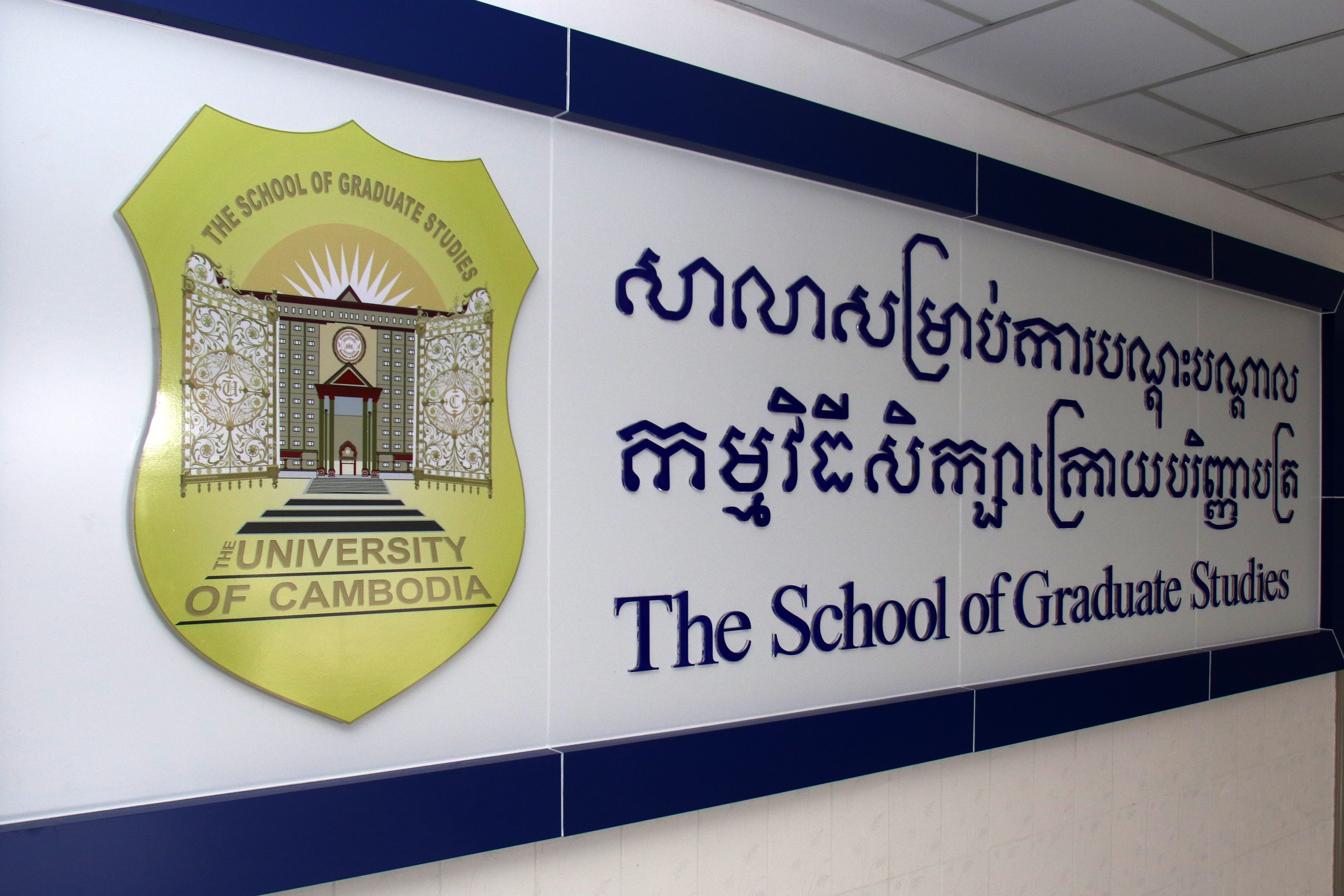
徽标的SGS在9楼

研究生院协同本校所有院系一起合作，旨在向所有愿意继续深造的学生提供柬埔寨大学所有资源信息，同时不断向莘莘学子展示研究学位的价值。学生在研究生院求学期间，学校将会给予全方面的指导并且尽可能地解答所有学生所存在的问题。研究生院是本校在不断发展扩大过程的重要部分，同时也是学校在提升学习质量的过程中为学生提供更多的求学空间。学校负责24个硕士学位课程，11个博士课程。同时，研究生院也是负责安排和出版校内系列读物。

#### 本科学院 (SUS)
由国家教育、青年和体育部批准，本科研究学院是6所学院和2所专院（校）的所有本科课程的协调中枢，目前提供9个副学士学位课程和29个学士学位课程。该学院的目标是加强学术培训、管理和大学本科研究，并促进与柬埔寨和国外拥有类似课程的其他高校的合作与协作。这些职责包括制定关于本科生学业、学术研究、教师招聘、晋升和任期的政策。

### 学校生源
柬埔寨大学现有在校学生人数约3500人。

## 奖学金
自2003年成立以来，柬埔寨大学为本科生和毕业生提供了成千上万的奖学金。 奖学金办公室与其他办公室和柬埔寨大学各相关单位共同监督、管理大学奖学金运作情况。 
大学每年提供涵盖英语和一般课程的考试，前100名学生可获得在学期减免学费的待遇。 该项奖学金被命名为洪森德佐亲王展望-100奖学金，该项奖学金会根据不同赞助单位或个人匹配发放，这些奖学金的赞助单位或个人包括Haruhisa Handa博士，Rikhi Thakral博士，Paul Heng博士和柬埔寨的中国华风国际海运有限公司。 其他专项奖学金由柬埔寨高棉啤酒厂，柬埔寨先进通信和柬埔寨大学赞助。
值得一提的是，柬埔寨大学（UC）现在有数百名大学生获得个人奖学金，因为属于私人捐助，专门为柬埔寨大学生提供资助，所以这部分奖学金不需要考试。
2016年，柬埔寨大学扩大了奖学金规模，创造了更多类别，以扩大向柬埔寨学生提供奖学金数量。 新的奖学金规划如下：学术成就奖、优异奖学金、优学奖学金、高中奖学金、体育奖学金、东盟青年领袖奖学金、TSS奖学金、研究辅助奖学金、教学助理奖学金、研究生教学辅助奖学金 、部分奖学金和英语学习中心奖学金（部分）。

## 基础设施
柬埔寨大学的11层教学综合大楼保证无烟环境并且特别安排残障人士通道，楼内设有电梯和坡道。楼外有各种当地植被，包括棕榈树等还有汽车和摩托车停车场以及食堂、便利店。 大学体育场位于教学楼后面，里面有足球场和排球网。 在教学楼（一层）迎宾处安放一尊吴哥时期柬埔寨国王——阇耶跋摩七世的雕像，寓意默想的力量。十一层有一家咖啡店，复印机和印刷中心以及校内书店。并且教学楼内都有提供免费无线网络服务。

### 命名单位
柬埔寨大学坚持实践以国家著名单位、国际知名组织、有影响力的私企和权威人士重新命名校内专院，学院，部门，教室和教授席位。 政治和国际关系德佐森学院以柬埔寨总理洪森德佐亲王命名，而东尼•费南德斯商学院是以亚航执行总裁丹斯里安东尼•弗朗西斯•费南德斯命名的。 目前学校共有九个房间和演讲厅正式落成。根据东盟成员国的组成，政治和国际关系德佐森学院在在教学楼的十层命名了每个教室，并在世界经济论坛之后也开设了一个专用大厅。 九楼拥有以东盟对话伙伴命名的教室和讲堂，柬埔寨邀请所有大使馆正式开放和装饰指定的房间。
柬埔寨大学已开放的定名专用教室：
- 2017年5月29日，由美国驻柬埔寨大使威廉·海特（英语：William A. Heidt）命名的美国屋。

- 2017年5月10日，由亚洲航空公司执行总裁丹斯里安东尼•弗朗西斯•费南德斯命名的亚航厅。

- 2017年3月2日，由澳大利亚驻柬埔寨大使H.E. Ms. Angela Corcoran命名的澳洲屋。

- 2017年8月25日，由欧盟驻柬埔寨大使H.E. George Edgar命名的欧盟屋。

- 2017年4月25日，由印度驻柬埔寨大使H.E. Naveen Srisvastava命名的印度屋。

- 2017年2月21日，由印度尼西亚驻柬埔寨大使H.E. Pitono Purnomo命名的印尼屋。

- 2017年4月27日，由新西兰前总理Rt. Hon John Key命名的新西兰屋。

- 2017年1月9日，由菲律宾驻柬埔寨大使H.E. Christopher B. Montero命名的菲律宾屋。

- 2017年5月5日，由新加坡驻柬埔寨大使陳慶祥（Michael Tan Keng Siong）命名的新加坡屋。

- 2016年4月26日，由德国前副总理、管理委员会成员、世界经济论坛区域战略办公室主任H.E. Philipp Rosler命名的世界经济论坛厅。

### Toshu Fukami图书馆
柬埔寨大学的Toshu Fukami图书馆收集了超过10万本包括各种语言的书籍，杂志，报纸和期刊，以及电子期刊。Toshu Fukami电子图书馆还为学生提供电脑以便学习使用。 不仅如此，Toshu Fukami图书馆和电子图书馆每周七天开放给学生，工作人员，教师和公众使用。  同时，电子图书馆还有东盟资源中心，这里收集了与东盟有关的一系列书籍。 

### 实验室
截至2009年，学校一直在根据一些课程引入网络学习。柬埔寨现在有四个独立的实验室，包括电脑维修实验室，IT中心实验室，语言和多媒体实验室以及网络实验室。

### 东南亚电视台和广播电台
位于大学校园的东南亚电视台（SEATV）和广播电台一直是柬埔寨大学的长期合作伙伴， SEATV是媒体和传播学院的培训中心，学生可以从专家那里学习并且进入实践锻炼。 SEATV还主办并直播了多个柬埔寨大学的大型活动，如年度毕业活动，当中也会配合柬埔寨大学活动投放一些电视和广播宣传。

## 研究项目
柬埔寨大学进行各种研究相关项目，提供咨询服务，并举办与研究有关的活动，所有这些活动都由大学内各大中心和研究机构部门负责协调研究和出版。 同时学校还鼓励在本科和研究生阶段的学生、教职员工和工作人员一级的进行研究，然后可以在由柬埔寨大学管理的出版《柬埔寨国际研究杂志》上发表研究成果。

### 东盟研究中心
由教育，青年和体育部正式认可的东盟研究中心（ASC）进行跨领域及东盟相关问题的研究。中心（ASC）通过出版东盟地区各种热点议题的书籍，举办一系列外交讲座，并与当地的各国大使馆合作，以提高东盟在柬埔寨的观念意识并促进柬埔寨融入东盟共同体建设。

### 研究与创新委员会
研究与创新委员会（CRC）是一个协调机构，致力于激励柬埔寨大学各级学生，教师和员工进行研究，之后发布成果。 该机构主要侧重于进行政策研究，特别是侧重柬埔寨高等教育议题和区域和国际政治议题。

### 研究与进深研究所
研究与进深研究所（IRAS）对包括课堂上的领导力、 globalization, academic issues inside the classroom, 全球化、学术问题 以及与柬埔寨有关的学术政策 等各种议题进行研究。研究与高等研究所（IRAS）和研究与创新委员会（CRC）共同努力在柬埔寨的《国际研究杂志》上展示柬埔寨大学集体的研究成果。

### 柬埔寨国际研究杂志
柬埔寨国际研究杂志（CJIS）由IRAS和CRC共同监督，是一项为期两年一次的研究出版物，为柬埔寨大学的学生和集体成员提供了展示他们进行的各种研究的机会。 CJIS包括文章，论文，访谈和评论。 CJIS第一版于2016年12月发布。

### 柬埔寨大学非定期论文系列
柬埔寨非定期论文系列是一本出版柬埔寨大学和国内其他大学乃至国外留学完成硕士学位的研究生论文的学术期刊， 该杂志经过同行专家评审，旨在为研究生提供一个平台，以改进和传播他们的研究、心得和发现等学术成果。 所有论文都经过严格的审查程序，并鼓励他们不断改进工作。 柬埔寨大学非定期论文系列在每年的3月和9月出版两次，可在柬埔寨大学网站上以电子形式发行，并在柬埔寨大学图书馆印刷。

## 学校社团

### 柬埔寨大学学生会
柬埔寨大学学生会是柬埔寨大学所有学生组织的统称。 这些组织包括UC学生委员会（UCSS），UC大学辩论社（UCDC），UC柬埔寨青年红十字会（UCCRCY）和柬埔寨大学校友会（UCAA）。 这些由学生主导的团体鼓励团结合作，并通过一些专业的学生带领大家以各种方式让柬埔寨大学变得更加强大。 他们当中获得了许多国家奖，其中包括文化部2017年举办的第三届全国青年艺术节中角色扮演的第一名。

### 柬埔寨大学生委员会
柬埔寨大学学生委员会是一个由选举产生的学生组织，该组织的成员须具备协调课外活动能力，可以鼓励促进学生、教职工和重要人士之间的互动交流。 柬埔寨大学学生委员会的选举活动每年都会举行，整个过程会由学校相关负责人监督，他们可能不会被选举，但都是来自学校董事会成员或学校理事会的成员。
柬埔寨大学生委员会每年都会组织庆祝柬埔寨新年活动 和元旦庆祝活动。 近年来，柬埔寨大学生委员会还组织了“模拟-东盟”系列活动，为学生提供了模拟东盟会议的独特机会。这些活动基本上与美国的“模拟联合国会议”的活动非常相似。柬埔寨大学生委员会组织了“2015（模拟）东盟与中日韩（10+3）领导人会议”和“2014（模拟）东盟-中国峰会。 柬埔寨大学生委员会一直致力于打造绿色生态世界，这是一个旨在提高环境保护意识和减少砍伐森林以保护生态为中心的项目。 UCSS举办英语短篇写作大赛，旨在锻炼学生用大学英语小说格式来进行写作的比赛， 还有在2011年5月  2011年12月) 举办的东南亚广播电台播出“生活与学习”为主题的脱口秀节目。

### 柬埔寨大学辩论社（UCDC）
柬埔寨大学辩论社是为提高和加强学生的综合技能，如公开演讲，团队合作和批判性思维能力而设立的团体机构。 此外，UCDC还为学生提供了有关循证研究方法及其实际应用的广泛培训。 自2009年成立以来，UCDC除了与柬埔寨其他大学和国际竞争对手进行了大量辩论赛外，还举办了内部辩论赛。 UCDC在许多辩论赛中取得了成功，其中包括：
- 3G辩论赛：性别与理政（2014年）：第一名[93]

- 柬埔寨红十字会的“青年与道路安全”的辩论赛（2015年）：第一名[94]

- 国家辩论大赛（2015）： 第一名[95]

- 全国青少年环境问题辩论赛 ： 第一名（2016年[96]

- 提高关注对‘街头乞讨’意识”辩论论坛 ：第一名（2017）[97]

### 柬埔寨青年红十字会（UCCRCY）
柬埔寨大学柬埔寨青年红十字会成立于2011年7月份， 旨在培养学生的技能，并准备让他们成为柬埔寨人道主义工作的积极领导者和人力资源。 柬埔寨青年红十字会除了协助人道主义项目在柬埔寨实践以外， UCCRCY成员也出席了系列相关的培训和研讨会。 培训往往集中于促进健康和安全议题，但最终目标还是让UCCRCY成员可以和同学和整个社团分享获得的知识和与技能。 2016年5月，UCCRCY获得了全国青年论坛“青年与重视道路交通法”辩论赛的二等奖。

### 柬埔寨大学志愿者计划（UCVP）
柬埔寨大学志愿者计划是一项旨在让柬埔寨大学学生参与国家发展的新举措。 UCVP将组织各种活动和项目，发展学生的技能，特别是在农村地区，还将重点关注经济和环境问题。 学生通过参与项目的规划和执行，获得当中的领导经验和培养了实践技能。

### 柬埔寨大学体育俱乐部（UCSS）
UC体育俱乐部由柬埔寨大学学生委员会（UCSS）项目负责人和UC管理团队的顾问委员会领导。 UCSC成立于2013年，团队已经在柬埔寨与其他机构参加了许多足球赛和田径比赛。 此外，柬埔寨大学设有一个运动中心，UCSC可以在此训练比赛。

### 柬埔寨大学园艺俱乐部（UCHC）
UC园艺俱乐部的创立目的是为了保持UC校园“清洁绿色”环境。会员资格面向所有学生、教职工和学校员工。

## 年度会议

### 学术领导会议
学生学术领导力会议（SALC）是学生之间举办的为期一周的活动。 它是一个为期十二个半天的会议，每次会议由大学的学院或学校组织，他们的会议风格、主题、发言者名单和目标都不同。 这种多管齐下的方法使学生能够接触几种不同的学习方法，并亲身体验所有学院的各种特色。 会议对所有学生开放，他们可以按需要参加会议，并鼓励他们邀请他们的朋友加入。

### 成功之路论坛
成功之路论坛是一个两年一次的活动，面向UC学生和其他大学的学生和专业人士，为他们提供有关专家对就业、学术研究和个人职业规划等方面的各种专业知识。 活动的目的是激励、鼓励和引导学生，以便他们能够做出最佳的决定，在大学毕业后走向成功之路。

### 奖学金论坛
奖学金论坛是由各国驻柬埔寨大使馆派代表和柬埔寨官方定期举办的论坛，探讨关于柬埔寨与各国之间存在的留学生奖学金的交流机会。 这个活动可以促进两国的合作，旨在为有意愿在国外接受高等教育的学生提供帮助。

## 柬埔寨大学基金会
柬埔寨大学基金会（UCF）监督大学的筹款活动。 UCF高度参与在校学生和校友贡献、学校硬件开发和研究计划。 UCF的主要职能是寻求赞助者可以资助奖学金。 超过80％的UC大学生获得UCF推动的奖学金。 此外，UCF目前正在为图书馆扩建和发展和学生宿舍筹款。

## 校友
柬埔寨大学为校友提供了各种帮助，包括为毕业后的学生提供各种便利条件或在为其提供持续技能培训和职业辅导。 UC始终将培养高质量的毕业生放在首位，并激励他们在所在专业取得成功。而支持和推广UC校友的政策的确在诠释着这一承诺。

### 校友聚会
2015年，柬埔寨大学开始举办一年一度的校友聚会。 旨在为UC校友和在校大学生提供宝贵的交流机会，同时建立校友与UC大学之间的关系，从而在柬埔寨各个行业、如商业和教育部门之间建立强有力的合作关系。

### 校友录

#### 学术界
- Dr. Hong Kim Cheang, President of Kampong Speu Institute of Technology, Ministry of Education, Youth and Sport[111]

- H.E. Dr. Luy Channa, Rector of the Royal University of Law and Economics (RULE)[112][113]

- Mr. Sam Sochet, Principal of Milky Way School[114]

#### 政府部门
- H.E. Amb. Nong Sakal, Ambassador Extraordinary and Plenipotentiary of the Kingdom of Cambodia to the Republic of Indonesia/ Permanent Representative of Cambodia to ASEAN[115]

- H.E. Mrs. Touch Sopharath, Ambassador Extraordinary and Plenipotentiary of the Kingdom of Cambodia to the Federal Republic of Germany, Ambassador Nonresident in Poland and Ambassador Nonresident in Slovenia

- H.E. Amb. Ko Ko Shein, Ambassador Extraordinary and Plenipotentiary of the Republic of the Union of Myanmar to Russia[116]

- H.E. Dr. General Neang Phat, Secretary of State of The Ministry of National Defense (Cambodia), Royal Government of Cambodia[117]

- H.E. Dr. General Nem Sowath, Advisor and Director General of the Cabinet Office of Deputy Prime Minister Tea Banh, Ministry of National Defense (Cambodia), Royal Government of Cambodia[118]

- H.E. Samraing Kamsan, Secretary of State of The Ministry of Culture and Fine Arts (Cambodia), Royal Government of Cambodia[119]

- H.E. Meas Vibol, Member of SPM Assistant at Council of Minister-Ranking Under Secretary of State

- H.E. Sor Soputra, Deputy Governor of Kampong Speu Province (អភិបាលរង នៃគណៈអភិបាលខេត្តកំពង់ស្ពឺ)

- Mr. I Sokleng, Provincial Governor of Sihanoukville Province (អភិបាលក្កុងក្ពះស្ីហៃុ)

#### 国际组织
- Soth Nimol, UN Coordination Specialist, Office of the UN Resident Coordinator[120]

#### 媒体
- Puy Kea, Bureau Chief, Kyodo News[121][122]

#### 非盈利组织
- Ms. Arun Reaksmey, Executive Director at Strey Khmer[123]

- Ms. Bou Molika, Country Representative of Australian Volunteers International[124][125]

- Mr. Kith RathaMony, Country Director at Splash[126]

#### 私营部门
- Chea Sovithyea, Founder & Managing Director at Kim Se Rice Mill[127]

- Dr. Keo Chenda, CEO of Choronai Home, Life and Living Co., Ltd[128]

- Lim Houng, Co-Founder & Executive Director at First Solutions (Cambodia) Co.,Ltd[129]

- Nguon Chhayleang, CEO of Ratanaka Realty[130]

- Pech Sophealeak, Co-Founder and Marketing Manager of Broomstick Premium and Delivery Service[131]

- Sam Phalla, Founder of MyEyes CCTV Group[132]

- Toch Chaochek, CEO of Cambodia Post Bank Plc[133]

- Nguon Pheap, Founder & CEO of The Mekong Diamond Co., Ltd.

## 名人录

### 荣誉博士学位
截至2017年10月，柬埔寨大学为来自全球各国的41位成功人士授予荣誉博士学位。

#### 2004
- Samdech Techo Prime Minister Hun Sen[134]
- Dr. Rikhi Thakral[135]
- H.E. Masajuro Shiokawa[136]

#### 2005
- H.E. Keat Chhon[136]
- Lord George Carey of Clifton[137]
- Dr. Takayoshi Matsui[138]

#### 2006
- H.E. Sok An[139]
- Prof. Katherine Marshall[140]
- Mr. Paul Wenson Heng[141]

#### 2007
- H.E. Rho Jun Hyong[139]
- H.E. Tea Banh[142]
- H.E. Cham Prasidh[143]
- H.E. Koji Omi[144]
- Mr. Yohei Sasakawa[145]
- Mr. Richard E. Dyck[146]

#### 2008
- Samdech Kittiprithbindit Bun Rany Hun Sen[136]
- H.E. Jose de Venecia Jr.[147]
- H.E. Dr. Horst Posdorf[148]

#### 2009
- Prof. Aaron J. Ciechanover[149]
- Mr. Akishige Tada[150]
- Dr. Achyuta Samanta[151]
- Mr. Jackie Chan[152]

#### 2010
- H.E. José Manuel Ramos-Horta[153]
- H.E. Dr. Marty Natalegawa[154]
- Mr. Oliver Stone[155]
- Prof. Françoise Barré-Sinoussi[148]
- Prof. David Jonathan Gross[156]
- Dr. Eric S. Maskin[157]
- Prof. Torsten Nils Wiesel[158]

#### 2011
- H.E. Sichan Siv[147]
- H.E. Khieu Kanharith[159]
- Prof. Ito Kenichi[148]
- Dr. Gregory Alan Emery[160]

#### 2013
- Dr. Ralph A Cossa[161]

#### 2014
- Prof. David Cohen[162]
- Mr. Wang Jiemin[163]
- Oknha Dr. Chear Ratana[163]

#### 2015
- H.E. Dr. Philipp Rosler[164]

#### 2016
- Prof. Din Merican[165]

#### 2017
- Tan Sri Tony Fernandes[166]
- H.E. The Governor of Odisha, Dr. S. C. Jamir

### UC Distinguished Fellow Award Recipients
2016
- Dr. Rikhi Thakral[167]

## 合作伙伴
柬埔寨大学与全球各个机构都有联系，其中包括：
- Amity University Uttar Pradesh, India (March, 2016)[168]
- Angeles University Foundation, Philippines (November, 2017)[169]
- Association of Southeast Asian Institutions of Higher Learning (ASAIHL) (December, 2016)[170]
- Association of Universities of Asia and the Pacific (August, 2017)[171]
- Bansomdejchaopraya Rajabhat University, Thailand (April, 2005)[172]
- Berjaya University College of Hospitality (September, 2012)
- Cambodian Higher Education Association[173]
- Cambodian Private University Alliance: Asia Europe University, Human Resource University, International University, and Vanda Institute (August, 2015)[174]
- Chosun University, Republic of Korea (December, 2011)[175]
- Chinese Institute of International Education (CIIE), Hong Kong, China (March, 2018)
- Daffodil International University, Bangladesh (November, 2017)[169]
- Dongseo University, Republic of Korea (December, 2010)[176]
- European Commission (May, 2009)
- European Union Support to Higher Education in the ASEAN Region (EU-SHARE) (January, 2017)
- Faculty of Home-Economics Technology, Rajamangala University of Technology, Thailand (July 2016)[177]
- Galilee International Management Institute (GMI), Israel (December, 2010)[178]
- Guangxi University of Foreign Languages, People's Republic of China (September, 2013)[179]
- Guangxi University for Nationalities, People's Republic of China (July 2016)[180]
- Guilin University of Technology, People's Republic of China (January, 2015)[181]
- Guizhou Medical University (April, 2016)
- Guizhou Minzu University (June, 2017)[182]
- Human Rights Resource Center (HRRC), Indonesia (October, 2015)[10]
- Hunan University of Humanities, Science and Technology, China (November, 2017)[169]
- Inha University, Republic of Korea[183]
- International Foundation for Arts and Culture (IFAC)[184]
- Kalinga Institute of Industrial Technology, India (May, 2009)[185]
- Kalinga Institute of Social Sciences, India (September, 2017)
- Khmer Brewery Limited[186]
- Kumoh National Institute of Technology, Republic of Korea (March, 2016)[187]
- Kyung Hee University, Republic of Korea[188]
- Lyceum of the Philippines University- Batangas, Philippines (November, 2017)[169]
- Mae Fah Luang University, Thailand[189] (September 2016)
- Maybank (Cambodia) PLC (May, 2015)
- Migration Research and Training Center of the International Organization for Migration, Republic of Korea (March, 2017)[190]
- Ohio University, USA[191]
- Osaka International University, Japan[192]
- Oversea Students Communication Association of Yangjiang, China (August 2016)[193]
- Payap University, Thailand (November, 2009)[194]
- People Health Development (PHD) Association (June, 2010)[195]
- President University, Indonesia (September, 2016)[196]
- Qiannan Normal University for Nationalities (July, 2017)[197]
- Sias International University, China (November, 2017)[169]
- Taiji Computer Corporated Limited (November, 2013)[198]
- Thakral Group of Companies[199]
- Tsinghua University School of Continuing Education, People's Republic of China (November, 2011)[200]
- Tulane University Freeman School of Business, USA (2010)[201]
- Unigen Corp., USA (2008)[202]
- United Nations Sustainable Development Solutions Network[203]
- Universiti Putra Malaysia, Malaysia[204]
- University of Asia Pacific, Bangladesh (November, 2017)[169]
- University of Houston, USA (April, 2010)[205]
- University of Jenderal Achmad Yani, Indonesia (March, 2010)[206]
- Woosong University, Republic of Korea (July, 2014)[207]
- World Economic Forum (July, 2016)
- World Mate[208]
- Worldwide Support for Development (WSD) Handa Center, Stanford University, USA (December, 2016) [209]
- Xi’an International University, China (November, 2017)[169]
- Zhengzhou University, China (November, 2017)[169]
- មន្ទីរសំរាកព្យាបាល និងសម្ពព ប៊ុន ថាន (មករា, ២០១៦)